# Бородавчаста змія
Бородавчаста змія (Acrochordus) — єдиний рід неотруйних змій родини Бородавчасті змії. Має 3 види.

## Опис
Загальна довжина представників цього роду коливається від 60 см до 2,5 м. Будовою зовнішніх покривів ці змії різко відрізняються від усіх інших представників свого підряду. Вони позбавлені витягнутих поперек черевних щитків, що заважають при плаванні, а також великих щитків на верхній стороні голови. Тулуб вкрито однаково дрібною, що не перекривається, тригранною лускою, яка нещільно поєднана одна з одною, так що між ними помітна гола шкіра, яка настільки густо просякнута кровоносними судинами, що дозволяє припускати наявність шкірного дихання під водою. Ніздрі розташовані на верхній поверхні морди, а очі спрямовані різко догори, що дозволяє тварині дихати й бачити, не піднімаючи голови над поверхнею води. Крім того, ніздрі забезпечені особливими клапанами, які перешкоджають проникненню води.
Забарвлення переважно світлих, яскравих кольорів. Можуть бути присутні смуги різної кількості та розміру.

## Спосіб життя
Полюбляють заболочені гирла річок, невеличкі лагуни у мангрових заростях й на коралових рифах. Бородавчасті змії пристосувалися виключно до водного способу життя, на суші неспритні та безпорадні. Активні вночі. Харчуються рибою, земноводними.
Це живородні змії. Самиці не потребують виходу на берег для пологів. Самиці народжують від 20 до 72 дитинчат.
Шкіра цих змій високо цінується й йде на різного роду шкіряні вироби, а м'ясо вживають у їжу.

## Розповсюдження
Мешкають у південній та південно—східній Азії, Австралії, на низці островів Океанії.

## Види
- Acrochordus arafurae
- Acrochordus granulatus
- Acrochordus javanicus